# Азізов Давронбек Зульфікорович
Давронбек Зульфікорович Азізов (нар. 13 липня 2000, Душанбе, Таджикистан) — український футболіст, захисник футбольного клубу «Поділля».

## Клубна кар'єра
Народився в Душанбе, але з юних років проживає в Україні. Футболом розпочав займатися в столичних ДЮСШ-1 та СДЮСШОР-9 «Зміна». Згодом перебрався до Харкова, де виступав за КДЮСШ-9 та «Металіст» у ДЮФЛУ. В чемпіонаті України (ДЮФЛ) провів 80 матчів (19 голів). 
На почакту липня 2017 року перейшов до «Зорі», де виступав за юнацьку та молодіжну команду в юнацькому (U-19) та молодіжному чемпіонатах України — 57 матчів (10 голів). На початку липня 2020 року став гравцем аматорського колективу «Енергетик» (Солоницівка), який виступав у чемпіонаті Харківської області. Окрім цього у 2022 року виступав за харківський «Сокіл» у чемпіонаті області з футзалу.
Наприкінці лютого 2022 року перейшов «Кременя». У футболці кременчуцького клубу дебютував 27 серпня 2022 року в нічийному (3:3) виїзному поєдинку 1-го туру групи «Б» Першої ліги України проти запорізького «Металурга». Давронбек вийшов на поле в стартовому складі та відіграв увесь матч. Першим голом за «Кремінь» відзначився 18 вересня 2022 року на 42-й хвилині переможного (7:0) домашнього поєдинку 4-го туру групи «Б» Першої ліги України проти «Гірника-Спорту». Азізов вийшов на поле в стартовому складі та відіграв увесь матч. У сезоні 2022/23 років відзначився 4-ма голами в 19-ти поєдинках за «Кремінь» у Першій лізі України.
Наприкінці червня 2023 року відправився на перегляд до «Кривбасу», за який грав у товариських поєдинках, але команді не підійшов. Натомість у липні 2023 року підписав новий 1-річний контракт з «Кременем». В результаті чого у сезоні 2023/24 років записав до свого активу ще 23 офіційних поєдинка у Першій лізі України, в яких відзначився 2-ма голами.
В липні 2024 року підписав контракт із першоліговим футбольним клубом «Буковина», проте вже в зимове міжсезоння за обопільною згодою сторін покинув команду. У складі «жовто-чорних» провів загалом шість матчів: чотири гри у чемпіонаті Першої ліги та ще дві – у Кубку України. В другій половині січня 2025 року приєднався до складу хмельницького клубу «Поділля».

## Кар'єра в збірній
У період з 2017 по 2019 рік провів по 2 поєдинки за юнацьку збірну України (U-17) та (U-19).

## Особисте життя
Батько, Зульфікор Азізов, також професійний футболіст, який виступав за душанбинський «ЦСКА-Памір» та національну збірну Таджикистану.